# Metzia formosae
Metzia formosae es una especie de peces de la familia de los Cyprinidae en el orden de los Cypriniformes.

## Morfología
Los machos pueden llegar alcanzar los 7,3 cm de longitud total.

## Hábitat
Es un pez de agua dulce y de clima subtropical.

## Distribución geográfica
Se encuentran en Asia: la China (Yunnan ).